# 91
Évszázadok: i. e. 1. század – 1. század – 2. század
Évtizedek: 40-es évek – 50-es évek – 60-as évek – 70-es évek – 80-as évek – 90-es évek – 100-as évek – 110-es évek – 120-as évek – 130-as évek – 140-es évek
Évek: 87 – 88 – 89 – 90 –  91 – 92 – 93 – 94 – 95 – 96 – 97

## Események

### Római Birodalom
- Manius Acilius Glabriót (helyettese májustól Decimus Minicius Faustinus, szeptembertől Quintus Valerius Vegetus) és Marcus Ulpius Traianust (helyettese Publius Valerius Marinus és Publius Metilius Sabinus Nepos) választják consulnak.
- Ifjabb Pliniust néptribunussá választják.

### Kína
- Pan Csao hadvezér ismét teljes egészében kínai befolyás alá vonja a Tarim-medencét és újjászervezik a Nyugati protektorátust.
- Tou Hszian hadvezér megtámadja az északi hsziungnuk maradék törzseit, amelyek még nem menekültek nyugatra, és az altáji csatában 5000 emberüket megöli. Az északi hsziugnuk vezetését Jucsucsian sanjü (az eddigi, ismeretlen nevű király öccse) veszi át, aki meghódol a kínaiaknak, de két évvel később fellázad és népével északra menekül.

## Halálozások
- Iulia Flavia, Titus császár lánya

## Fordítás
- Ez a szócikk részben vagy egészben  a(z)   91 című francia Wikipédia-szócikk ezen változatának fordításán alapul.  Az eredeti cikk szerkesztőit annak laptörténete sorolja fel. Ez a jelzés csupán a megfogalmazás eredetét és a szerzői jogokat jelzi, nem szolgál a cikkben szereplő információk forrásmegjelöléseként.